# Sigurd Hart
Sigurd Hart Helgasson o Sigurd Hjort fue un rey legendario de Ringerike en Noruega, al que se menciona en la saga Ragnarssona þáttr y la saga de Halfdan el Negro.
Ragnarssona þáttr cita que era hijo de Helgi el Temerario (el bis-bis-nieto del rey Ring de Ringerike) de la dinastía Dagling y Aslaug. Ella era hija de Sigurd Ragnarsson, uno de los hijos de Ragnar Lodbrok, y de Blaeja, hija de Aelle de Northumbria. Cuando Sigurd tenía sólo 12 años de edad, retó a un berserker llamado Hildibrand a un holmgang (duelo), y a otros doce hombres más.

## Familia
Se casó con Ingeborg, hija del caudillo vikingo de Jutlandia, Harald Klak. Sigurd e Ingeborg tuvieron dos hijos: Guttorm Sigurdsson Dagling y Ragnhild Sigurdsdatter. Cuando su tío Fróði, rey de Ringerike murió, Sigurd fue a Noruega para sucederle en el trono. 
Ragnarssona þáttr y la saga de Halfdan el Negro relatan que un berserker de Hadeland llamado Haki mató a Sigurd, pero perdió una mano en la lucha. Haki fue a la residencia de Sigurd en Stein y se llevó a los hijos de Sigurd, Ragnhild Sigurdsdatter y Guttorm. Haki regresó con los niños y el botín a Hadeland. Antes de que Haki se recuperase de sus heridas y pudiera casarse con la joven Ragnhild, fue capturada por segunda vez por Halfdan el Negro. Halfdan y Ragnhild fueron padres de Harald I de Noruega.